# Rhyacophila joosti
Rhyacophila joosti là một loài Trichoptera trong họ Rhyacophilidae. Chúng phân bố ở miền Cổ bắc.